# Chats de Rome

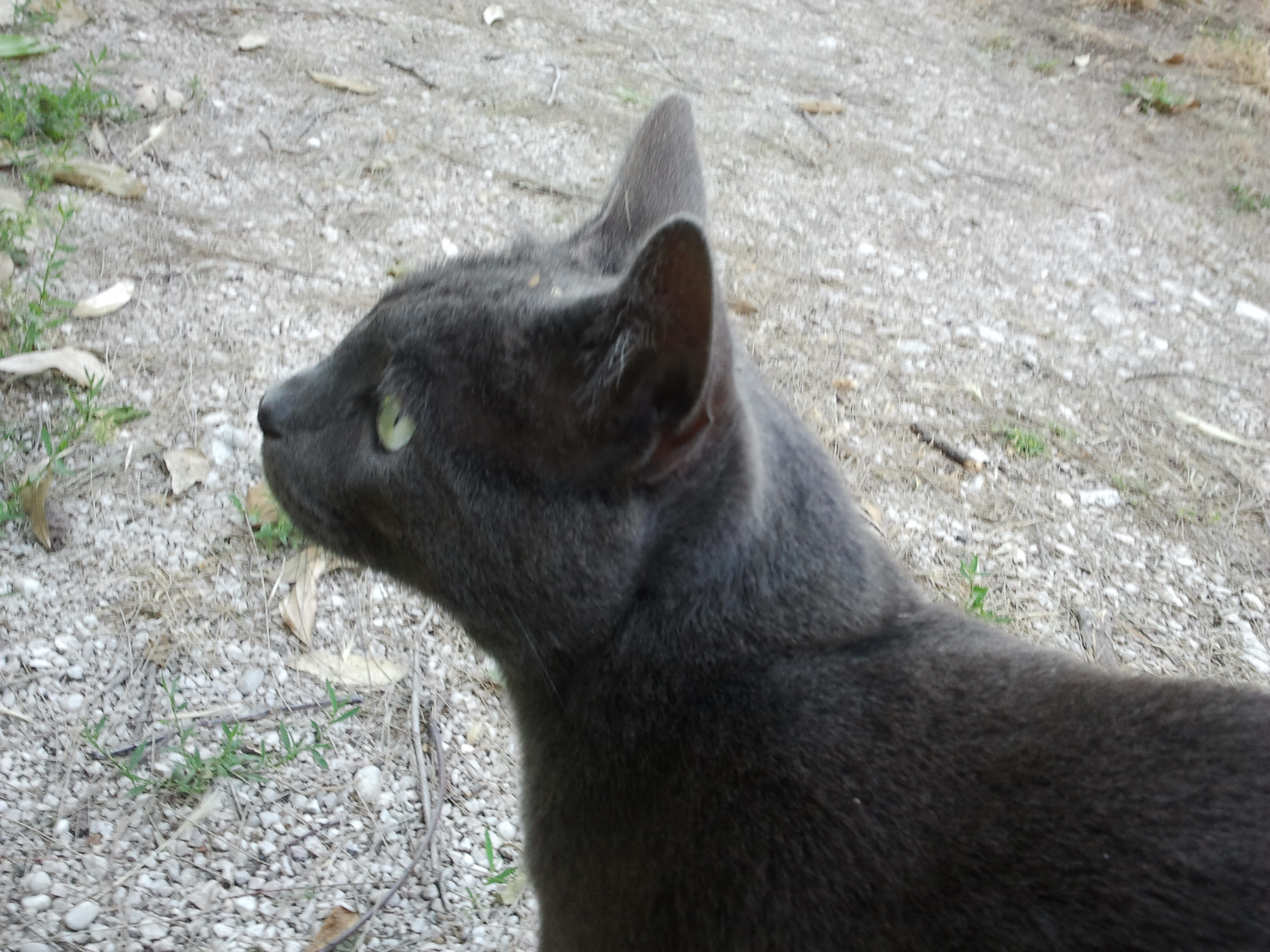
Un chat dans le jardin botanique de Rome.

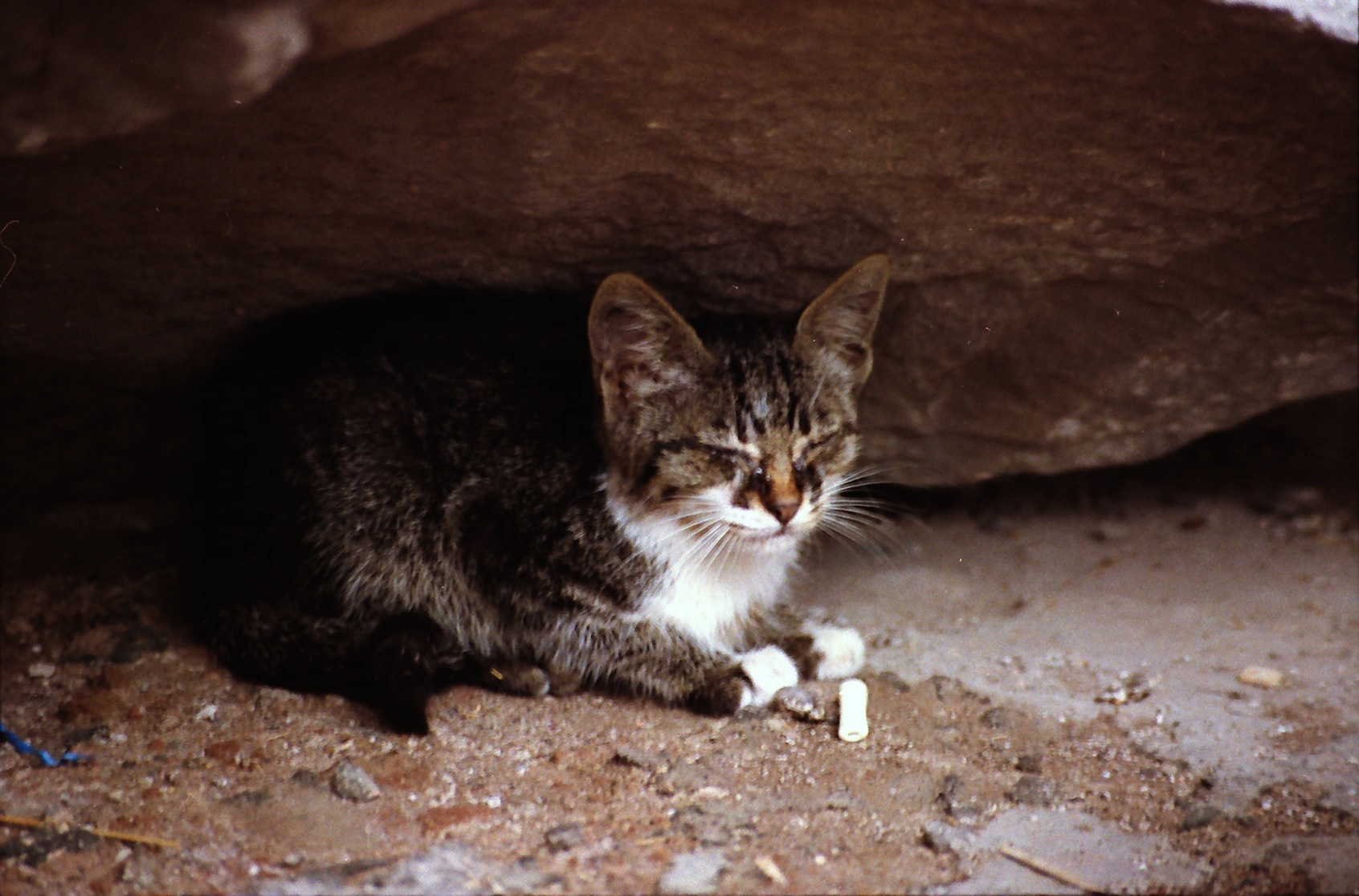
Le Colisée de Rome abrite une importante colonie de chats errants. Ici, un chaton s’est réfugié sous une pierre pour sa sieste.

Le lien de Rome avec ses chats, les chats de Rome (en italien : i gatti di Roma), est vieux de plusieurs milliers d'années à tel point que dans l'une des plus anciennes colonies de la ville, celle des Marchés de Trajan, ont été trouvés au début des années 2010 des vestiges datant de 400 apr. J.-C., ce qui signifie qu'une colonie y est présente depuis 1 600 ans.
Le chat domestique tel qu’on le connaît aujourd’hui viendrait d’un croisement entre le chat sauvage européen et le chat domestiqué d’Égypte. Le commerce et les échanges des Romains et des Grecs auraient contribué à cette rencontre. L’acclimatation, les mutations et la sélection ont permis la naissance de toutes les races de chat connues actuellement.
L’histoire des chats à Rome date de l’antiquité. De nos jours, si les chats sont appréciés des habitants de Rome et des touristes, ils l’étaient déjà des Empereurs. En effet, ils protégeaient les greniers à céréales des rongeurs. Aujourd’hui Rome compte environ 300.000 chats. La plupart sont en liberté et sont nourris quotidiennement par des bienfaiteurs, appelés les « gattares ».
Les félins présents aujourd'hui à Rome sont issus d’une longue dynastie de chats qui se perpétue, et qui a choisi pour sa permanence les lieux historiques les plus beaux et les plus significatifs de la ville tels que Largo Argentina, le lieu symbolique de l'assassinat de César, le Colisée et la Pyramide de Cestius, pour ne citer que les colonies les plus anciennes et les plus nombreuses. De même que la présence de chats dans les lieux de repos est significative, surtout la grande colonie du cimetière de Verano.
Il existe aujourd'hui plus de 5 000 colonies de chats enregistrées par les autorités sanitaires locales de la capitale italienne, certaines dans des lieux insoupçonnés comme, par exemple, l'université La Sapienza, où une colonie de chats a fait l'objet d'une mesure de protection de la part du recteur.

« Les chats de Rome sont des chats lettrés : ils ne se rassemblent que dans les lieux les plus célèbres.
Au Panthéon et au Forum, malgré les touristes, ces nobles musiciens donnent leurs concerts.
Ils sont pauvres et galeux, et ils se portent mal, mais ils restent les chats de la capitale.
[…]
Mais les Romains de Rome connaissent la vérité et aiment beaucoup les chats des villes.
On les voit apporter des paquets et des restes de cuisine à leurs favoris […]. »

— Gianni Rodari, Romain d'adoption, décrivant les chats de Rome dans les vers composés pour son ouvrage consacré aux félins et publié à titre posthume.
Les mots de Gianni Rodari décrivent bien la relation de Rome avec ses chats, qui ont toujours été décrits dans les œuvres des artistes les plus liés au cœur de la ville, de Trilussa à Gioacchino Belli, tous deux passés maîtres dans l'utilisation des stéréotypes liés aux chats dans l'imaginaire collectif, comme métaphores des défauts et des vices typiques de l'homme lui-même.
La relation particulière de Rome avec les chats est évidente depuis l'époque impériale, quand le félin était considéré comme un animal sacré, un fidèle compagnon tant sur Terre que dans l'au-delà. Pour cette raison, de nombreux noms de famille dans la Rome antique ont été inspirés par le mot cattus, qui signifie chat en latin. Un lien également transmis dans le culte de la déesse Isis, protectrice des animaux et des chats notamment, à qui de nombreux temples à travers l'empire étaient dédiés.
Le lien particulier entre les chats et la capitale italienne réside dans le fait que le chat ressemble plus aux Romains qu'à tout autre animal, car « il est rusé, intelligent, futé et ramasse toujours un os », d’après Carla Rocchi (it), une sénatrice italienne, anthropologue et militante des droits des animaux. C’est pourquoi le caractère des Romains se reflète dans celui du chat.

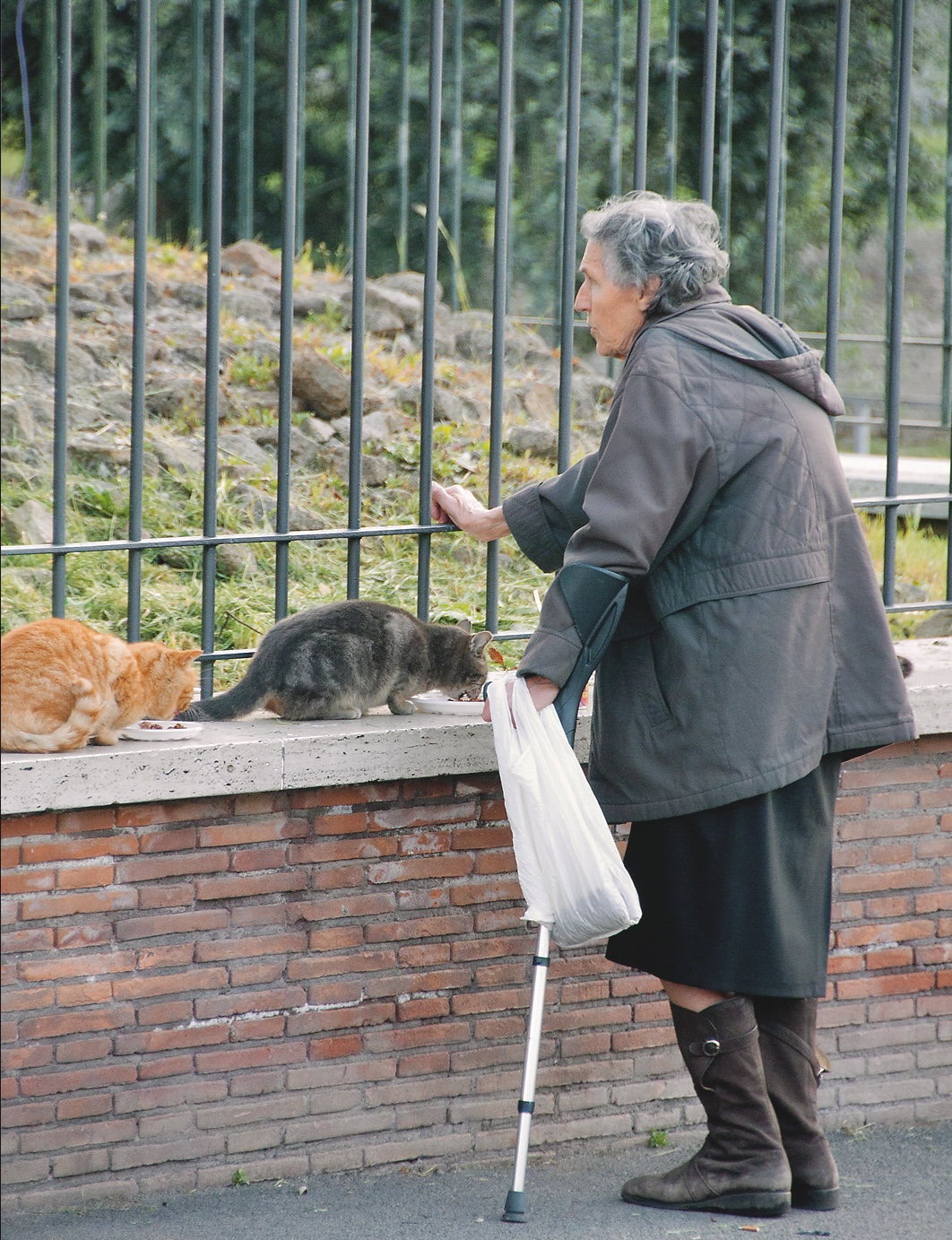
Une « gattara », donne à manger aux chats de sa ville.

Par ailleurs, le terme « gattara » est un mot né à Rome pour désigner un lieu, celui que le pape Innocent avait désigné pour la collecte des chats errants. À l‘époque, c'étaient principalement des femmes qui s'occupaient de ces chats d'où le nom de « gattare ». De nos jours, ce mot désigne les « dames chats » de Rome qui s’occupent des félins au quotidien, en plus de toutes les associations protectrices des animaux et de l'Amministrazione capitolina qui s'occupent depuis des décennies des colonies et d’établir les certifications des différents sites. En effet, grâce à une disposition de Rome Capitale, les sites de colonies de chats vont être certifiées et reconnues officiellement comme lieux protégés. Les deux premières colonies à recevoir la plaque de la municipalité de Rome directement du maire Roberto Gualtieri, et de la conseillère à l'environnement Sabrina Alfonsi, sont celles de Largo Argentina et de la Pyramide de Cestius.
Au début des années 1990, un décret adopté par la ville de Rome stipule que les chats errants qu’elle abrite, notamment la colonie de Torre Argentina, font partie intégrante de son « Patrimoine bioculturel »,. C’est pourquoi aucun Romain ne chasse les chats car ceux-ci sont protégés juridiquement. La présence des chats à Rome est plus ancienne que les colonnes de marbre et les frontons ». De nos jours, ils sont environ 300 à vivre dans le sanctuaire selon la Torre Argentina Roman Cat Sanctuary, l’association fondée en 1994 qui défend la cause animale et plus particulièrement celle des chats romains.
La légende raconte que ce sont les chats de Rome qui ont sauvé la ville d’une épidémie de peste, dans l’Antiquité. Entre les Romains et les chats, il y a également une histoire de superstition : croiser un chat noir dans la rue porte malheur. Il faut aussitôt toucher du fer pour conjurer le mauvais sort selon un conseil local. Entendre un chat éternuer peut en revanche vous rapporter gros. Les Romains, et les Italiens en général, y voient en effet un présage de bonne fortune.

## Le refuge de Torre Argentina

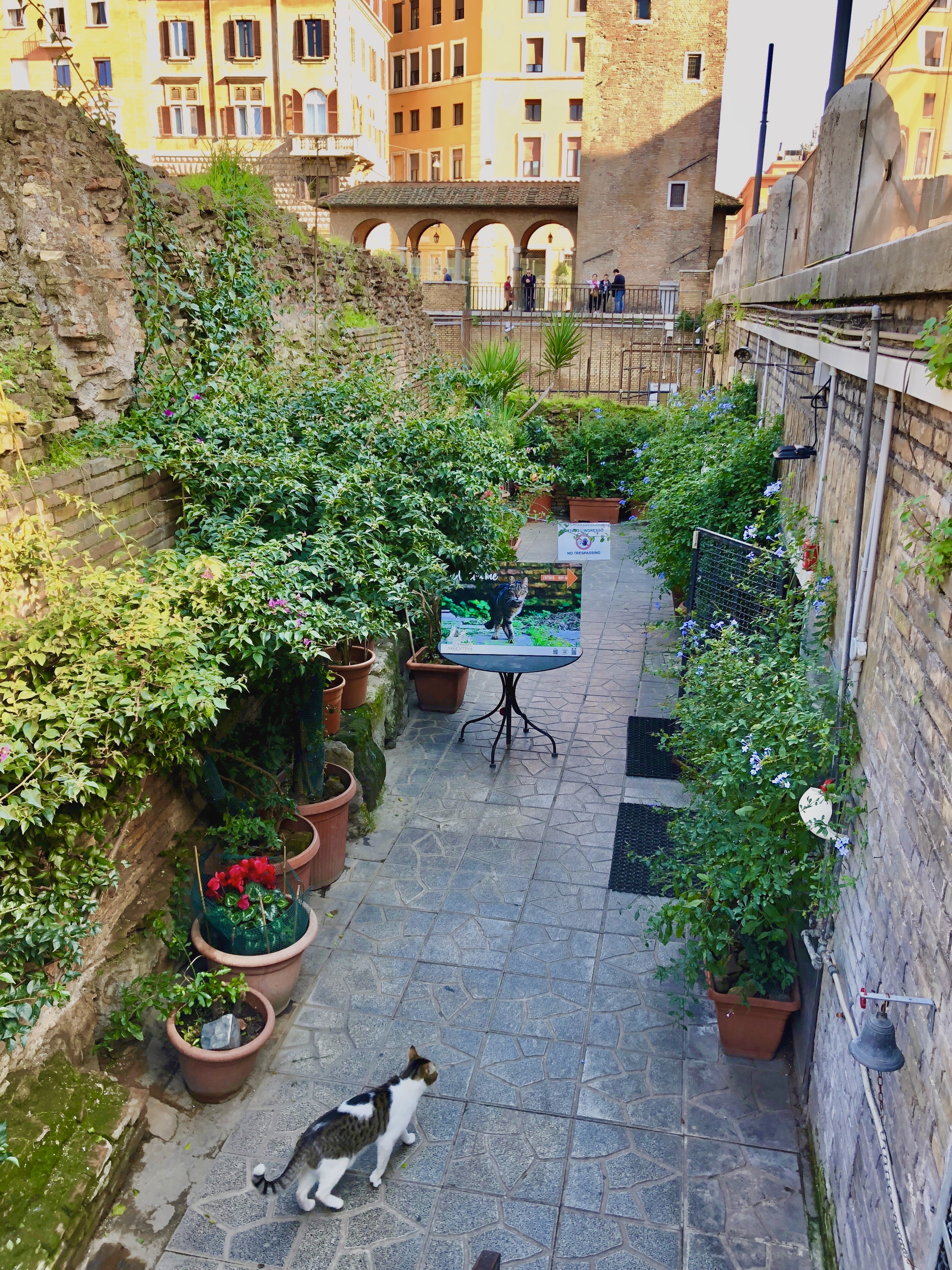
Le refuge du sanctuaire de Largo Argentina.

Pour accueillir et soigner ses chats errants, Rome dispose également d’un refuge, dont l’entrée se situe au croisement de Largo Arenula et de la Via Florida non loin du site archéologique de Largo di Torre Argentina, le sanctuaire le plus important et le plus connu de la ville. Chaque chat qui y est accepté reçoit un nom après avoir été examiné et enregistré dans une base de données. Cette colonie de chats et ce refuge sont financés par des dons de particuliers.
Les chats abandonnés au refuge et ceux acceptés comme pensionnaires permanents en raison d'un handicap physique reçoivent un traitement contre les parasites internes et externes. Ils sont ainsi vaccinés contre la panleucopénie (maladie de Carré), la rhinotrachéite (herpès félin), le calicivirus, la clamidia féline et la leucémie. Ils sont également testés pour le FIV et la Leucose féline (FeLV). Si un chat est positif au FeLV, il n’est pas accepté au refuge car cette maladie se transmet par les fluides corporels, notamment par les éternuements, le toilettage, les litières et les bols de nourriture. Quant aux chats FIV en bonne santé, ils sont acceptés une fois stérilisés, car ils ne constituent plus une menace pour les chats en bonne santé.

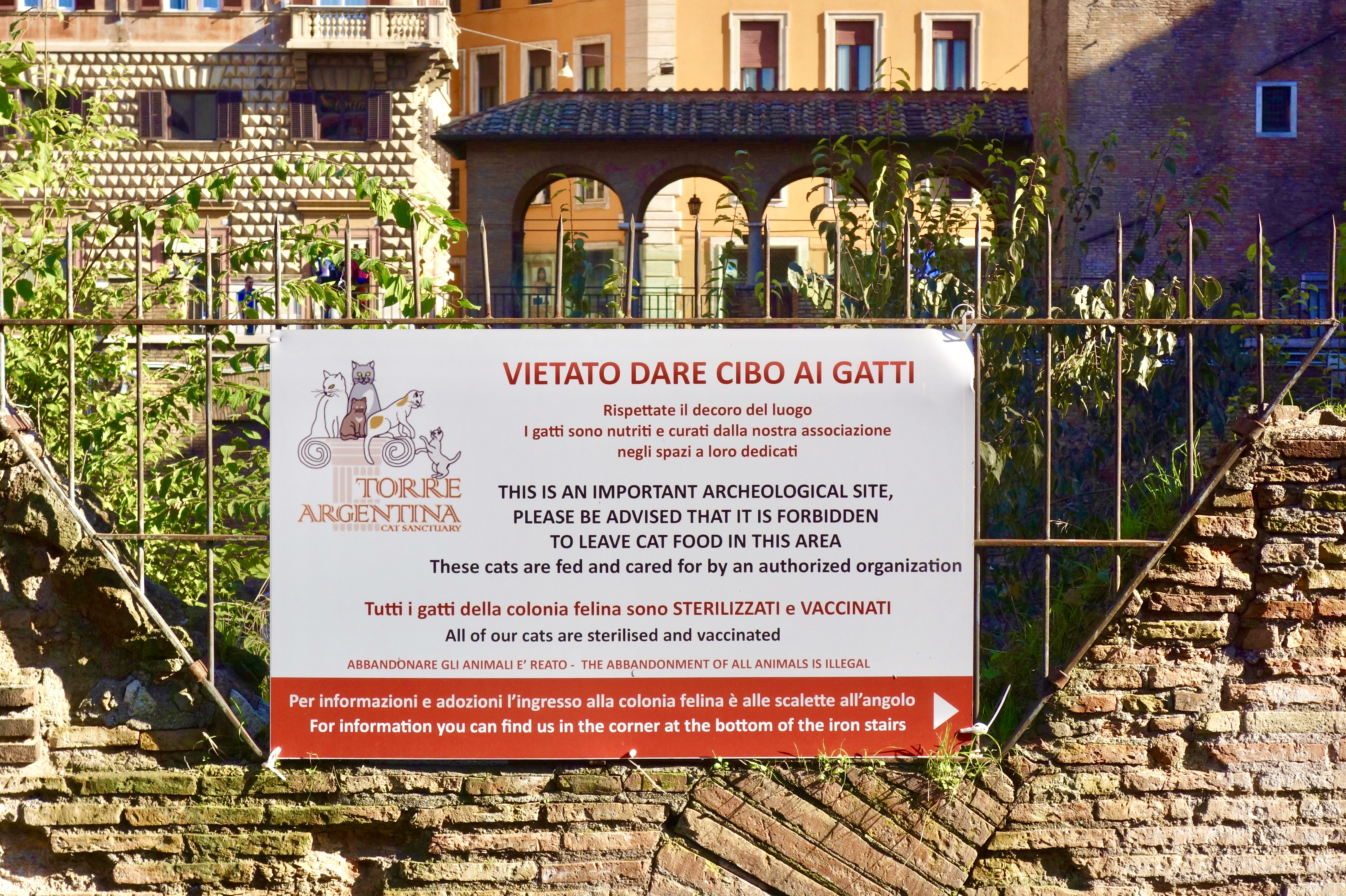
Seule une organisation autorisée peut nourrir les chats de Largo Argentina.

Une fois vaccinés et testés, les chats sont castrés et stérilisés. Quand ils sont remis de l'opération, ils sont libérés de leur cage pour s'adapter à leur nouvel environnement, d'abord à la pouponnière et lorsque le personnel vétérinaire les considère prêts, ils sont autorisés à être libres sur le site archéologique de Largo Argentina . Grâce à cette méthode appelée TNR, le nombre de chats livrés à eux-mêmes reste stable. TNR signifie Trap Neuter and Return, ce qui veut dire que les chats capturés sont stérilisés, puis soignés avant d’être relâchés. Les chats ne tombent alors plus malades et ne se multiplie plus. De cette façon, le sanctuaire de Torre Argentina résout partiellement son problème de place car il ne peut pas accueillir tous les chats durablement.
Au début des années 1990, il y avait plus de 500 000 chats errants à Rome. En 2023, après les différentes campagnes de stérilisation, ils y en a environ 90 000. Les Romains et les touristes viennent régulièrement féliciter le personnel du refuge car il n'y a pas de problème de chats errants dans la ville.
De leurs côtés, les chatons abandonnés sont élevés par des bénévoles dans des foyers privés et sont vaccinés lorsqu'ils ont au moins deux mois. Trois semaines plus tard, ils reçoivent une vaccination de rappel et sont ramenés au refuge où ils sont testés pour le FIV et le FeLV puis stérilisés. Le refuge de Torre Argentina pratique la stérilisation dès le plus jeune âge, vers l'âge de 4 mois, pour une intervention chirurgicale mineure et une récupération plus rapide. Ils sont ainsi prêts à être adoptés plus tôt, avec de meilleures chances car ils sont en meilleure santé, ils sont mieux socialisés et plus rapidement.
Sur le site archéologique de Largo di Torre Argentina, il y a une zone réservée aux visiteurs dans un coin des ruines antiques où on peut rencontrer certains des chats. L’entrée, possible tous les jours de midi à 18 h, est gratuite mais beaucoup font un petit don qui sert ensuite à l’entretien des chats présents dans le sanctuaire. Les Romains aiment beaucoup les chats de leur ville. Ils leur apportent quotidiennement des paquets de nourriture et des restes de cuisine.